# 羅斯拉夫爾
53°57′10″N 32°51′50″E / 53.95278°N 32.86389°E

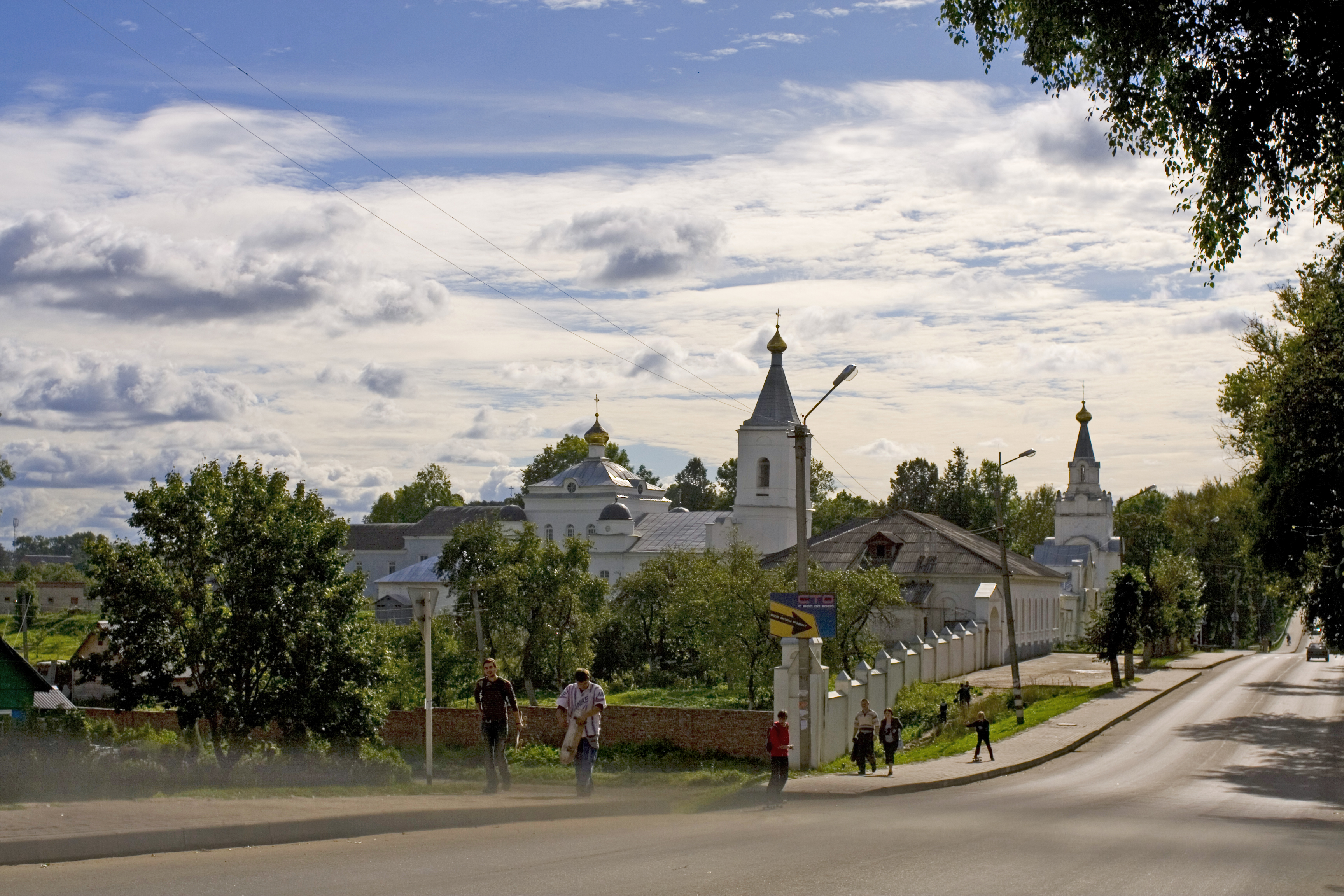

羅斯拉夫爾（Рославль）是俄羅斯斯摩棱斯克州南部的一個城市。2002年人口57,701人。
1137年建立，以建城的斯摩棱斯克大公羅斯季斯拉夫一世·姆斯季斯拉維奇命名。1408年歸立陶宛管治，1667年讓予沙俄至今。